# Juzhen (köpinghuvudort i Kina, Jiangsu Sheng, lat 32,41, long 121,20)
Juzhen är en köpinghuvudort i Kina. Den ligger i provinsen Jiangsu, i den östra delen av landet, omkring 230 kilometer öster om provinshuvudstaden Nanjing. Antalet invånare är 35 144. Befolkningen består av 17 939 kvinnor och 17 205 män. Barn under 15 år utgör 7,0 %, vuxna 15-64 år 72 %, och äldre över 65 år 20,0 %.
Runt Juzhen är det tätbefolkat, med 819 invånare per kvadratkilometer. Närmaste större samhälle är Dayu, 14,9 km sydost om Juzhen. Trakten runt Juzhen består till största delen av jordbruksmark.
Genomsnittlig årsnederbörd är 1 257 millimeter. Den regnigaste månaden är juli, med i genomsnitt 219 mm nederbörd, och den torraste är januari, med 35 mm nederbörd.